# Maybe Memories
Maybe Memories är det andra albumet som har släppts av bandet The Used. Det gavs ut den 8 juli 2003.

## Låtlista
1. "Maybe Memories" (live) – 3:11
2. "A Box Full of Sharp Objects" (live) – 2:56
3. "On My Own" (live) – 2:26
4. "Say Days Ago" (live) – 5:40
5. "Just A Little" – 2:28
6. "It Could Be A Good Excuse" (demo) – 2:51
7. "Zero Mechanism" (demo) – 2:36
8. "Bulimic" (demo) – 3:23
9. "Alone This Holiday" – 2:57
10. "Sometimes I Just Go For It" (Bert McCracken piano solo) – 4:45